# 秦大成

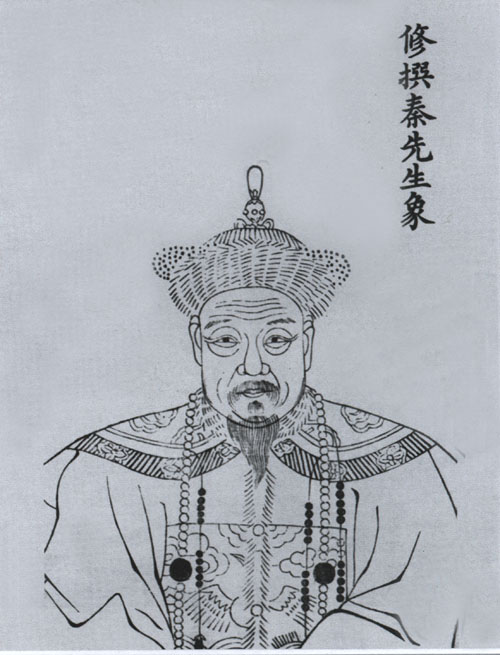
清光绪四年重刻道光本《练川名人画像》之秦大成像

秦大成（1720年—1779年），字澄敘，號簪園。江苏苏州府嘉定县（今上海市嘉定区）人。

## 生平
生於清康熙五十九年（1720年），乾隆二十八年（1763年）狀元，傳說第一名本為褚廷璋，因褚廷璋和同郡宦官有過節，被用計換掉。仕至翰林院修撰，掌修国史。不久辭歸，人稱簪園公。築有秦宅，位於孩兒橋堍旗桿場旁。乾隆四十三年，任充会试同考官。乾隆四十四年（1779年）卒於家中。